# 薔薇之戀
《薔薇之戀》是一部日本漫畫，Bara no Tame ni（英文 For the Roses' Sake）, 作者吉村明美，單行本全16冊，文庫版共9冊。
本漫畫於2003年被臺灣台視改編成同名電視劇，2002年12月28日開鏡，2003年年中殺青。2003年5月25日在台首播，並在同年11月2日播出結局，導演為瞿友寧，並由女子團體S.H.E、陸明君、鄭元暢和黃志瑋主演。該劇並獲得2004年度電視金鐘獎「年度最受歡迎戲劇節目獎」及入圍「金鐘獎戲劇節目獎」。
台灣有三家媒體播過此劇，包括：台視（首播）、東風衛視、東森戲劇台
日本有六家電視台播放該劇，分別是九州朝日放送、神奈川電視台、千葉電視台、埼玉電視台、熊本朝日放送、SUN電視台(2008年3月26日起)。
南韓2008年3月17日於ETN電視台開始放此劇。

## 故事角色

### 韓家
| 演 員            | 角 色  | 漫畫原名    | 關係/暱稱 | 代表植物 | 性質       |
| 葉 童            | 韓 俐  | 花井 子     | 媽媽 韓芙蓉、韓菫、韓葵之母 鄭百合之養母 李子櫻之好友 鄭野之前妻                                                                                    | 紅薔薇   | 第一女配角 |
| 陸明君           | 韓芙蓉 | 花屋敷 芙蓉 | 芙蓉 韓俐之女 韓菫、韓葵之姊 鄭百合無血緣關係之姊 貓吉之女友                                                                                        | 木芙蓉   | 第二女主角 |
| 黃志瑋           | 韓 菫  | 花屋敷 菫   | 菫 韓俐之子 韓芙蓉之弟 Cherry、韓葵之兄 莊哲芹之未婚夫 鄭百合無血緣關係之兄 曾與鄭百合發生關係，後為其夫                                            | 菫花     | 第一男主角 |
| 陳嘉樺（Ella）   | 鄭百合 | 枕野        | 百合 李子櫻、曹智之女 韓俐、鄭野養女 韓芙蓉、韓菫無血緣關係之妹 韓葵同父異母之姊 曾與韓菫發生關係，後為其妻 狄雅蔓之好友                            | 百合花   | 第一女主角 |
| 鄭元暢           | 韓 葵  | 花屋敷 葵   | 葵 韓俐、曹智之子 韓芙蓉、韓菫之弟 鄭百合同父異母之弟 暗戀鄭百合、韓菫 曉楓之表弟（曉楓18歲，韓葵17歲）                                             | 向日葵   | 第二男主角 |
| 任家萱（Selina） | 莊哲芹 | 椿沢        | 芹 韓菫之未婚妻 已去世 於第3集登場 | 旱芹     | 第三女主角 |
| 任家萱（Selina） | 狄雅蔓 | 荻原 藤子   | 雅蔓 韓俐朋友的女兒 到韓家暫住 長得與莊哲芹一模一樣 鄭百合之好友 木村信貴之前女友 來韓家是為了不想與木村信貴的緋聞曝光 於第8集登場 (於第8~10集出現) | 毒芹     | 第三女主角 |
| 田馥甄（Hebe）   | 曉 楓  | 楓          | 曉楓 韓俐第四任丈夫的姊姊的女兒 韓俐外甥 韓葵之表姐（曉楓18歲，韓葵17歲） 暗戀韓葵 鄭百合之好友 於第16集登場 (於第16~18集出現)                      | 楓       | 特別客串   |
| 比 莉            | 婆 婆  |             | 韓家傭人 於第3集登場 | -        | 女配角     |

### 莊家
| 演 員            | 角 色  | 漫畫原名  | 關係/暱稱                                                                            | 代表植物 | 性質       |
| 應采靈           | 莊媽媽 |           | 莊哲芹之母                                                                           | -        | 客串       |
| 任家萱（Selina） | 莊哲芹 | 椿沢      | 芹 莊家長女 莊媽媽之女 韓菫未婚妻 叶瑞树好友 長得與狄雅蔓一模一樣 已去世 於第3集登場 | 旱芹     | 第三女主角 |
| 黃志瑋           | 韓 菫  | 花屋敷 菫 | 菫 莊哲芹未婚夫                                                                      | 菫花     | 第一男主角 |

### 其他演員
| 演 員  | 角 色  | 漫畫原名  | 關係/暱稱                            | 性質   |
| 李 秀  | 奶 奶  |           | 奶奶 鄭野之母 百合奶奶 (於第1集出現) | 客串   |
| 紅膠囊 | 陶貓吉 | 桃家 猫吉 | 貓吉 韓芙蓉男友 於第5集登場          | 男配角 |

### 客串
| 演 員                | 角 色    | 漫畫原名  | 關係/暱稱                              |
| 愛 紗                | 瑪 麗    |           | 瑪麗 客串第一集 鄭百合之好友           |
| 曾國城               | 蔡導演   |           | 韓俐之好友                             |
| 柯以敏               | 李子櫻   | 櫻井 萌子 | 曹智之妻 鄭百合之母 韓俐之好友         |
| 貴島功一朗（谷炫淳） | 鄭 野    | 枕野 一郎 | 韓俐之前夫 鄭百合之養父                |
| 余發揚               | 出租司機 |           | 客串第十集 雅曼的出租司機              |
| 郭品超               | Kevin    |           | 客串第十集 韓俐的小白臉                |
| 吳克群               | 學 弟    |           | 客串第十集                             |
| 焦志方               | 經紀人   |           | 客串第十集                             |
| 張智成               | 石山柏   |           | 客串第十三集 鄭百合之高中同學          |
| 陳幼芳               | 媒 婆    |           | 客串第十三集                           |
| 羅北安               | 柯 父    |           | 客串第十三集 柯立文之父                |
| 隆宸翰               | 柯立文   |           | 客串第十三集                           |
| 陳進興               | 房 東    |           | 客串第十四集                           |
| 張永正               | 張醫師   |           | 客串第十四集                           |
| 陳譯賢               | 葉瑞樹   |           | 客串第十五集                           |
| 王 琄                | 姑 姑    |           | 客串第十五集                           |
| 瞿友寧               | 老 師    |           | 客串第十七集 小芙蓉的老師              |
| 乾德門               | 李爺爺   |           | 客串第二十二集 李子櫻之父 鄭百合之外公 |
| 劉亮佐               | 李子茂   |           | 客串第二十二集 李子櫻之弟 鄭百合之舅舅 |

## 電視原聲帶
《薔薇之戀》電視原聲帶由華研國際音樂製作發行，原聲帶中收錄了劇中所有歌曲和部分配樂。台灣於2003年6月20日發行，此張原聲帶當年在台灣賣破15萬張。
| 曲序 | 曲目                                    |                | 作曲           | 编曲     | 演唱     | 时长 |
| ---- | --------------------------------------- | -------------- | -------------- | -------- | -------- | ---- |
| 1.   | 花都開好了（片頭曲）                    | 施人誠         | 左安安         | 鍾興民   | S.H.E    | 3:46 |
| 2.   | 葉子（片尾曲）                          | 陳曉娟         | 陳曉娟         | 洪筠惠   | 阿桑     | 4:53 |
| 3.   | 搖籃曲                                  | 瞿友寧         | 古裕淼         | 門田英司 | 動力火車 | 3:56 |
| 4.   | The Rose                                | Amanda Mcbroom | Amanda Mcbroom | 洪敬堯   | 阿桑     | 3:30 |
| 5.   | 也許有一天                              | 陳綺萱         | 陳忠義         | 陳忠義   | JS       | 3:24 |
| 6.   | 傷口                                    | 袁惟仁         | 袁惟仁         | 黃中     | 張智成   | 4:10 |
| 7.   | 野百合也有春天                          | 羅大佑         | 羅大佑         | 黃中     | 阿桑     | 3:20 |
| 8.   | 花都開好了（演奏版-夏日盛開版）（配樂） |                | 左安安         | 鍾興民   |          | 3:28 |
| 9.   | 葉子（演奏版）（配樂）                  |                | 陳曉娟         | 鍾興民   |          | 4:21 |
| 10.  | 搖籃曲（演奏版）（配樂）                |                | 古裕淼         | 鍾興民   |          | 3:59 |
| 11.  | 花都開好了（演奏版-春光明媚版）（配樂） |                | 左安安         | 鍾興民   |          | 3:37 |

VCD：
1. 薔薇之戀全劇精華大綱 （The Rose Highlights）
2. 花都開好了 MV （Flowers Have Blossomed MV）

## 獎項
- 2004年第39屆電視金鐘獎：年度最受歡迎戲劇節目獎

| 年份   | 典禮名稱     | 獎項       | 結果 |
| ------ | ------------ | ---------- | ---- |
| 2004年 | 第39屆金鐘獎 | 戲劇節目獎 | 提名 |

## 外部連結
- （繁體中文）《薔薇之戀》台灣台視官方網頁 （页面存档备份，存于）
- （日語）《薔薇之戀》日本官方網頁 （页面存档备份，存于）
- 《薔薇之戀》韓國官方網頁

## 作品的變遷
| 臺灣 台視 星期日 21:30 - 23:00 | 臺灣 台視 星期日 21:30 - 23:00   | 臺灣 台視 星期日 21:30 - 23:00 |
| ------------------------------ | -------------------------------- | ------------------------------ |
|                                | 薔薇之戀 (2003.05.25-2003.11.02) |                                |
| 摘星                           | 戀香 （2003.11.9 - 2004.03.28）  |                                |

1. ↑  .   [2022-01-09]. （原始内容存档于2022-01-09）.
2. ↑  .   [2022-01-09]. （原始内容存档于2022-01-09）.